# Coupe Isobel
La coupe Isobel est un trophée de hockey sur glace qui est créé en 2015 et récompense l'équipe vainqueur des séries éliminatoires de la Ligue nationale de hockey féminin, connue depuis la saison 2021-2022 sous le nom de Fédération première de hockey. Elle est nommée d'après Lady Isobel Gathorne-Hardy, une des premières femmes canadiennes jouant au hockey sur glace et fille de Lord Stanley, qui a lui-même donné son nom à la coupe Stanley pour la Ligue nationale de hockey masculin .

## Historique
La coupe Isobel est remise annuellement à la fin de chaque saison, la première coupe est remise en 2016 lors de la saison inaugurale de la LNHF. 
L'avant de la coupe est gravé des mots suivants : « The Lady Isobel Gathorne-Hardy Cup 1875–1963. This Cup, shall be awarded annually to the greatest professional women's hockey team in North America. All who pursue this Cup, pursue a dream; a dream born with Isobel, that shall never die. EST. 2016. »,

## Équipes récipiendaires de la coupe Isobel
| Saison    | Championne                                                              | Finaliste                                                               | Résultat de la série                                                    | Lieu de la finale                                                       |
| --------- | ----------------------------------------------------------------------- | ----------------------------------------------------------------------- | ----------------------------------------------------------------------- | ----------------------------------------------------------------------- |
| 2015-2016 | Pride de Boston                                                         | Beauts de Buffalo                                                       | 2-0 (séries)                                                            | Newark, New Jersey                                                      |
| 2016-2017 | Beauts de Buffalo                                                       | Pride de Boston                                                         | 3-2 (match unique)                                                      | Lowell, Massachusetts                                                   |
| 2017-2018 | Metropolitan Riveters                                                   | Beauts de Buffalo                                                       | 1-0 (match unique)                                                      | Newark, New Jersey                                                      |
| 2018-2019 | Whitecaps du Minnesota                                                  | Beauts de Buffalo                                                       | 2-1 (Pr.) (match unique)                                                | Saint Paul, Minnesota                                                   |
| 2019-2020 | La Coupe Isobel n'est pas remise en raison de la Pandémie de Covid-19 . | La Coupe Isobel n'est pas remise en raison de la Pandémie de Covid-19 . | La Coupe Isobel n'est pas remise en raison de la Pandémie de Covid-19 . | La Coupe Isobel n'est pas remise en raison de la Pandémie de Covid-19 . |
| 2020-2021 | Pride de Boston                                                         | Whitecaps du Minnesota                                                  | 4-3 (match unique)                                                      | Brighton, Massachusetts                                                 |
| 2021-2022 | Pride de Boston                                                         | Whale du Connecticut                                                    | 4-2 (match unique)                                                      | Wesley Chapel, Floride                                                  |